# Breguet Bre 14
Il Breguet Bre 14, citato anche come Breguet XIV, Breguet 14 o Breguet Br.14, fu un biplano monomotore multiruolo prodotto dall'azienda francese Société anonyme des ateliers d'aviation Louis Breguet negli anni dieci del XX secolo.
Utilizzato nei ruoli bombardiere leggero (versione B2) e ricognitore a lungo raggio (A2), venne utilizzato principalmente dall'Aéronautique Militaire e dalla Aviation Section, U.S. Signal Corps nella fase finale della prima guerra mondiale, a partire dall'estate 1917. La sua vita operativa si protrasse a lungo dopo la fine del conflitto: la sua produzione terminò solo nel 1926, dopo aver superato le 8 000 unità.

## Storia

### Sviluppo
Il Breguet 14 nacque come uno dei primi esperimenti intrapresi dal progettista Louis Breguet nel campo dei velivoli con configurazione a motore anteriore e elica traente. Egli infatti aveva già incontrato un considerevole successo, negli anni prima della guerra, grazie a una serie di modelli a elica spingente; ma nel 1916 si rese necessario studiare una macchina più moderna per far fronte alle richieste dell'Aéronautique Militaire, e così Breguet rivolse la sua attenzione a un velivolo dall'architettura innovativa rispetto alle sue precedenti realizzazioni, sul quale decise di adottare un'elica traente azionata da un motore collocato nella parte anteriore dell'aeroplano. Nella costruzione del nuovo velivolo inoltre Breguet impiegò largamente una lega leggera, il duralluminio, il cui uso sugli aeroplani non era ancora diffuso (benché in Germania la si impiegasse a bordo dei dirigibili).
L'ente ufficiale francese preposto al controllo delle costruzioni aeronautiche militari (Section Technique de l'Aéronautique, S.T.Aé.) si espresse favorevolmente rispetto al progetto di Breguet. Allora, serrando i tempi, nell'autunno 1916 venne scelto il motore per il nuovo aereo (un Renault a 12 cilindri a V capace di sviluppare 275 CV di potenza) e il 21 novembre 1916, appena sei mesi dopo la conclusione della fase progettuale, il prototipo del Bre 14 A2 compì con successo il suo primo volo. Il collaudo si svolse a Villacoublay, ai comandi dello stesso Louis Breguet e con a bordo, nel posto dell'osservatore, l'ingegnere Marcel Vuillerme, uno dei principali collaboratori di Breguet.
Il prototipo della versione B2 da bombardamento debuttò più tardi, ma entrò in servizio all'incirca contemporaneamente all'A2, nell'estate 1917.

### Tecnica
Il Breguet Bre 14 era un biplano monomotore biposto di concezione molto innovativa per il periodo in cui venne progettato, il che gli garantì una lunghissima vita operativa.
La fusoliera, dalla linea non particolarmente fine, era estremamente robusta e anche piuttosto leggera, grazie al largo impiego di duralluminio nella sua struttura; tale struttura era basata su quattro longheroni tubolari (che conferivano alla carlinga la sua sezione rettangolare) a cui si aggiungevano un gran numero di montanti che formavano un reticolo indeformabile, ulteriormente rinforzato da cavi in acciaio. Il castello motore era anch'esso in tubi di duralluminio e acciaio, e dello stesso materiale erano fatti anche i longheroni a sezione rettangolare che costituivano l'elemento strutturale portante delle ali. Alcune parti delle ali tuttavia, tra cui ad esempio le centine che garantivano l'aderenza al profilo alare, erano realizzate in legno, mentre il tutto era rivestito in tela.
Le due ali, collegate da due coppie di montanti per lato, avevano un piccolo angolo di freccia e un leggero scalamento inverso (cioè l'ala superiore era un po' più arretrata di quella inferiore); l'ala inferiore era priva di diedro, mentre quella superiore aveva un leggero diedro positivo, che migliorava la stabilità laterale della macchina. Gli alettoni erano montati solo sulle semiali superiori, mentre lungo tutta l'apertura di quelle inferiori erano installati dei semplici ipersostentatori a spacco automatici: a velocità inferiori ai 100 km/h essi venivano estesi (senza intervento del pilota) per l'azione di cavi elastici, mentre a velocità più elevate il vento relativo riportava automaticamente le alette in posizione chiusa.
Sempre metallica, ma basata su tubi d'acciaio, era la composizione di tutte le altre parti meccaniche destinate a sopportare gli sforzi più notevoli: il robusto carrello d'atterraggio fisso (con configurazione a triciclo posteriore), gli impennaggi, le superfici mobili di comando.
Gli impennaggi avevano un'architettura tradizionale; la deriva era molto ampia, e gli equilibratori erano dotati di ampie compensazioni aerodinamiche.
Il motore, anche se vennero svolte varie sperimentazioni, fu sempre lineare o a V e raffreddato ad acqua. Era montato in posizione anteriore, protetto da una carenatura metallica caratterizzata da un ampio radiatore frontale e dotata di aperture ad aletta per contribuire al raffreddamento. Azionava un'elica bipala in legno a passo fisso (sostituita raramente, ad esempio nel caso dell'idrovolante Bre 14 H, da un modello quadripala).

### Impiego operativo

#### Prima guerra mondiale
Le prove e i collaudi del prototipo del Breguet 14, svolte tra la fine del 1916 e l'inizio del 1917, risultarono pienamente soddisfacenti; ciononostante fu solo il 6 marzo 1917 che le autorità superarono i loro precedenti tentennamenti piazzando un ordine per 150 esemplari della versione A2 da ricognizione; ordine che il 4 aprile venne raddoppiato e portato a un totale di 300 aerei.
Tra la primavera e l'estate del 1917 i Breguet 14 diedero sufficienti prove delle loro caratteristiche da far sì che gli ordini subissero un cospicuo aumento di proporzioni, tanto che la società Breguet fu costretta a cedere ad altre aziende i diritti per la produzione su licenza per poter far fronte alle richieste. La ditta Darracq ricevette commesse per 330 velivoli, la Farman per 50, la Paul Schmitt per 200. Tra il luglio e il settembre 1917 poi la Breguet stessa ricevette ordini per altri 375 aerei, e prima della fine dell'anno un totale di altri 845 esemplari furono ordinati ad altre ditte.
I Breguet 14 andavano a sostituire presso i reparti operativi aerei come il ricognitore Sopwith 1½ Strutter. Per l'inizio del 1918, in seno all'Aéronautique Militaire, i Bre 14 equipaggiavano tre squadriglie da ricognizione, quattro sezioni di artiglieria pesante e sei squadriglie da bombardamento; solo sei mesi più tardi, le squadriglie che volavano sul Bre 14 erano ben 93, di cui 71 dislocate sul fronte occidentale, 8 in Macedonia, 6 in Marocco, 5 in Serbia e 3 in Grecia.
In tutti questi teatri l'aereo diede buona prova, assolvendo a tutti i molteplici incarichi che gli furono imposti. Furono particolarmente apprezzate la sua robustezza strutturale e la sua affidabilità, e l'unica modifica che si rese necessaria fu quella di introdurre degli alettoni compensati aerodinamicamente. Complessivamente, oltre a innumerevoli missioni di ricognizione, i Bre 14 svolsero migliaia di azioni di bombardamento in cui sganciarono un totale di 1 880 tonnellate di bombe.

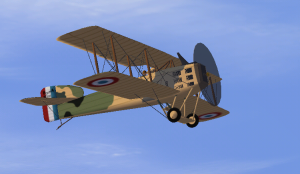
Ricostruzione grafica di un Bre 14.

Lungo tutta la sua evoluzione, il motore standard del Bre 14 rimase il Renault 12F che era montato anche sul prototipo (migliorato però per fornire 300 CV). Tuttavia diversi altri motori vennero impiegati sul velivolo a livello sperimentale: ad esempio il Fiat A.12 o A.12bis da 260 o 300 CV, il Liberty L-12 da 400 CV, il Renault 12K da 400 CV. Particolarmente interessante però fu l'installazione di un Renault 12Fe da 320 CV dotato di turbocompressore, che era in grado di sviluppare la potenza massima fino a un'altitudine di 5 500 m. Anche se nessun Bre 14 entrò in servizio con questa configurazione nel corso del conflitto, il suo sviluppo proseguì nel dopoguerra con notevole successo.
Analogamente rimase a livello sperimentale il progetto di un Breguet monoposto da bombardamento a lungo raggio, nel quale il pilota sedeva nel posto normalmente occupato dall'osservatore/mitragliere, e un serbatoio di carburante supplementare era collocato al posto del pilota. Con un'autonomia portata a 6 ore, questa versione avrebbe dovuto essere in grado di raggiungere e bombardare Berlino.
Poco prima dell'armistizio venne collaudata un'altra versione del Breguet 14, chiamata Bre 14 C2, che doveva essere un caccia pesante biposto, e che dopo la fine della guerra equipaggiò alcuni reparti.
Quattro esemplari convertiti in aeroambulanze operarono nel 1918 sul fronte dell'Aisne, e altri modificati per ricoprire lo stesso ruolo (in grado di trasportare ciascuno due barelle) vennero usati in Marocco e in Siria con la designazione di Bre 14 S tra il 1925 e il 1926.
Al di fuori dell'Aéronautique Militaire francese, il Bre 14 conobbe molti altri teatri operativi. Ad esempio, due squadriglie dell'aviazione belga volarono sui Bre 14 A2 con motorizzazione Fiat nel 1918. Inoltre, un totale di 376 Bre 14 (di cui metà con motore Fiat) furono acquistati dagli Stati Uniti sempre nel 1918, e vennero impiegati per l'addestramento e per la ricognizione notturna dagli U.S. Signal Corps.
Due versioni idrovolanti del Bre 14 furono progettate e costruite: la prima, con un grosso galleggiante centrale e due stabilizzatori laterali, venne designata Bre 14 H; la seconda, con due "scarponi" laterali, volò nel febbraio 1924. Nessuna delle due tuttavia entrò in servizio.

#### Dopoguerra

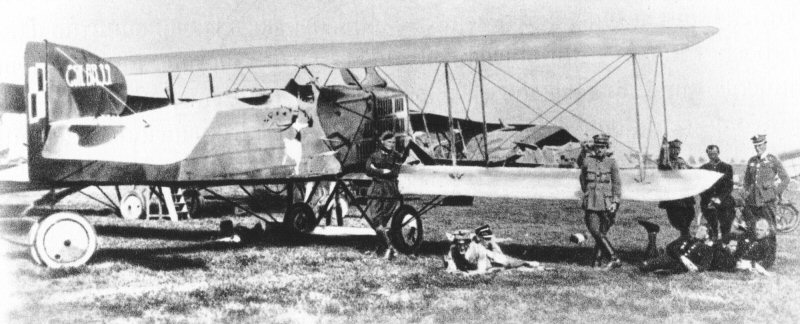
Un Breguet 14 della polacca Siły Powietrzne durante l'offensiva su Kiev, guerra sovietico-polacca (1919).

La produzione del Breguet 14 non terminò con la fine della guerra: l'ultimo degli oltre 8 000 esemplari prodotti uscì dalla fabbrica nel 1926.
Molti esemplari, grazie alla notevole modernità del progetto originale, poterono rimanere in servizio nell'Aéronautique Militaire francese ancora per diversi anni; operarono sia nella madrepatria che nelle colonie, dove ricevettero la designazione di Bre 14 TOE (Théâtre des Opérations Extérieurs). Nell'immediato dopoguerra comunque le forze armate francesi vennero ridimensionate, e molti Bre 14 vennero ceduti a Brasile, Cina, Cecoslovacchia, Danimarca, Finlandia, Giappone, Grecia, Polonia, Portogallo, Siam e Spagna. Un numero limitato di esemplari furono prodotti su licenza in Giappone (da parte della ditta Nakajima) e in Spagna.
Comunque il Bre 14 non si distinse solo in campo militare: rivestì infatti una grande importanza nel dare valide dimostrazioni delle potenzialità dell'aeroplano come mezzo di trasporto civile, nell'epoca in cui i servizi aeropostali e di trasporto passeggeri andavano nascendo. In questo furono rilevanti specialmente le spettacolari imprese del tenente Roget e del capitano Coli, che compirono nel 1919 una doppia trasvolata del Mar Mediterraneo per un totale di 1 600 km, e poi un raid da Parigi a Kenitra su una distanza di 1 900 km. La società Compagnie des Messageries Aériennes, fondata dallo stesso Louis Breguet, fu poi tra le prime a garantire un regolare collegamento aeropostale; i suoi Bre 14 univano Parigi, Londra, Lilla, Bruxelles e Marsiglia.
Venne sviluppata anche una versione passeggeri del velivolo, denominata Bre 14 T, capace di trasportare due passeggeri in una cabina chiusa; la sua autonomia era estesa da due serbatoi supplementari appesi all'ala superiore. L'imprenditore Pierre Latécoère, che lavorava nel campo dell'aviazione, fondò una delle prime linee aeree, la Lignes Aériennes Latécoère. Nel 1925 ben 106 Bre 14 operavano in seno a questa società garantendo collegamenti postali e voli passeggeri in diversi paesi dell'America del Sud. Simili iniziative economiche, alle quali partecipò il Bre 14, fiorirono in Belgio, in Siam e in Svezia.

## Utilizzatori
Belgio
- Aéronautique Militaire/Militair Vliegwezen

 Brasile
- Serviço de Aviação Militar

 Repubblica di Cina
 Cecoslovacchia
- Češkoslovenske Letectvo

 Danimarca
- Hærens Flyvertropper

 Estonia
- Aviation Company

 Finlandia
- Suomen ilmavoimat

 Francia
- Aéronautique Militaire

 Italia
- Corpo Aeronautico Militare del Regio Esercito
  - 29ª Squadriglia

 Giappone
- Dai-Nippon Teikoku Rikugun Kōkū Hombu

 Grecia
- Polemikí Aeroporía

 Guatemala
- Fuerza Aérea Guatemalteca

 Iran
- Niru-ye Havayi-ye Shahanshahiy-e Iran

 Jugoslavia
- Jugoslovensko kraljevsko ratno vazduhoplovstvo i pomorska avijacija (operò con 120 esemplari).

 Lituania
- Karinės Oro Pajėgos

 Paraguay
- Arma Aérea Paraguaya

 Polonia
- Siły Powietrzne

 Portogallo
- Serviço Aeronáutico Militar

 Romania
- Forțele Aeriene Regale ale României

 Serbia
- Srpska avijacija

 Siam
- Krom Akat Sayam

 Spagna
- Aviación Militar Española

 Stati Uniti
- Aviation Section, U.S. Signal Corps

 Svezia
- Svenska Flygvapnet

 Turchia
- Hava Müsteşarlığı

 Unione Sovietica
- Sovetskie Voenno-vozdušnye sily

 Uruguay
- Aviación Militar de l'Ejército Nacional (operò dagli anni venti con almeno 13 esemplari nella Escuela Militar de Aviación[8]).